# 瑪維絲·漢密爾頓
瑪維絲·亨莉塔·艾琳·漢密爾頓（Mavis Henrietta Irene Hamilton，1911年9月14日—1958年11月），結婚後改名瑪維絲·麥克淖頓（Mavis Macnaughton），是一位愛爾蘭已故女子羽球國手。

## 羽球生涯
瑪維絲·漢密爾頓出生於1911年。她曾經贏得三個蘇格蘭羽球公開賽冠軍（包括兩個單打冠軍）和四個愛爾蘭羽球公開賽冠軍（其中三個以婚後姓名參賽）。

## 家庭
瑪維絲·漢密爾頓來自一個著名的運動家庭。他的父親布萊尼·漢密爾頓是羽球和板球國際級選手，他的叔叔威廉·德拉蒙德·漢密爾頓代表愛爾蘭國家板球和網球隊，另一位叔叔威洛比·漢密爾頓的網球一度排名世界排名第一，弗朗西斯·科爾·洛瑞·漢密爾頓為愛爾蘭打板球。此外，他的兩位哥哥是羽球國際級球員（阿瑟·漢密爾頓和威洛比·漢密爾頓）。